# Julio de Santa Ana
Julio de Santa Ana (1934, Montevidéu - 17 de abril de 2023, Genebra) foi um líder ecumênico, teólogo, cientista da religião, professor e leigo metodista uruguaio.

## Biografia
Criado em uma família agnóstica, Julio de Santa Ana se uniu adolescente à igreja metodista de seu bairro, influenciado por um missionário norte-americano comprometido com o evangelho social. Estudou teologia na Facultad Evangélica de Teología (atual ISEDET) em Buenos Aires. Obteve o doutorado em ciências da religião na Universidade de Estrasburgo, na França. Também tinha formação em filosofia e ciências sociais. A partir disso, expôs em suas obras as questões teológicas como relevantes para a sociedade, a economia e a política.
Começou a atuar no movimento ecumênico estudantil latino-americano, e foi influenciado pelo teólogo Richard Shaull, o qual cunhou o que se chamou de “teologia da revolução”, precursora da teologia da libertação. De 1963 a 1968 foi secretário-geral do Centro de Estudios Cristianos del Río de la Plata, em Montevidéu. Entre 1969-1972, foi secretário-geral do movimento Igreja e Sociedade na América Latina (ISAL), e também foi editor da revista Cristianismo y Sociedad. Após o golpe militar no Uruguai, se exilou em Genebra, abrigado pelo Conselho Mundial de Igrejas (CMI). Entre 1979-1982, foi secretário de estudos na Comissão para a Participação das Igrejas pelo Desenvolvimento (CPID), do CMI.
No Brasil, de 1983 a 1993, foi secretário executivo do Centro Ecumênico de Serviços para a Evangelização e para a Educação Popular (CESEP) em São Paulo. Também foi professor no Instituto Ecumênico de Pós-Graduação, sediado na Universidade Metodista de São Bernardo do Campo, além da Faculdade de Teologia Nossa Senhora da Assunção, da Arquidiocese de São Paulo, e em faculdades teológicas em outros países. Colaborou diretamente com a revista Tempo e Presença, da Koinonia Presença Ecumênica e Serviço, e com a Coordenadoria Ecumênica de Serviço (CESE).
Ao se aposentar, retornou a Genebra e serviu como professor de meio período no Instituto Ecumênico de Bossey (The Ecumenical Institute at Château de Bossey) entre 1994-2002, ligado ao CMI e a Universidade de Genebra.
Em 2007, em Montevidéu, na presença de clérigos, lideranças de várias organizações e autoridades do governo, Dr. Santa Ana recebeu diploma da Ordem Maurício Lopez, da Igreja Metodista no Uruguai, e diploma da Ordem do Mérito Metodista do Conselho de Igrejas Metodistas da América Latina e do Caribe.
Julio deixou sua esposa Violaine, seus filhos Irene, Fernando e Gonzalo, e dois netos.

## Obras
- "Hacia una Iglesia de los pobres" (Aurora, Montevidéu, 1983);
- "Dominación y dependencia" (em co-autoria com Hugo Assmann, Tierra Nueva, Montevidéu);
- "Cristianismo sin religión" (Alfa);
- "Protestantismo, cultura y sociedad" (Aurora, Montevideo);
- "Pan, vino y amistad";
- "Por las sendas del mundo, caminando hacia el reino";
- "Ecumenismo y liberación. Reflexiones sobre la relación entre la vida cristiana y el Reino de Dios" (San Pablo, Madri, 1987);
- "La práctica económica como religión. Crítica teológica a la economía política" (DEI, San José  (Costa Rica), 1991);
- "Les défits des pauvres à l’ Eglise" (diretor) (Ediciones Clé, Yaoundé, Camarões, 1981);
- "L’ Eglise de l’ autre moitié du monde" (diretor), (Khartala, Paris, 1981)
- "L’ Eglise et les pauvres" (diretor), Ediciones Pierre-Marcel Favre, Lausana, 1982.[10]